# Інформаційно-аналітичний центр РНБО України
Інформаційно-аналітичний центр РНБО України (Інформаційно-аналітичний центр національної безпеки України) — колишній робочий орган Ради національної безпеки і оборони України, створений відповідно до Указу Президента України № 398/2014 від 12 квітня 2014 року. Його очолювала Вікторія Сюмар, коли Центр розпочав роботу — Володимир Чеповий, наприкінці офіційного етапу діяльності — Олексій Копитько. Згодом ІАЦ перестав бути офіційною установою РНБО та перетворився на громадську інформаційно-дослідницьку організацію. Навесні 2015 року, ІАЦ РНБО, як державна структура розформований Указом Президента України.
Наразі Центр не є державною установою.
Своє інформування ІАЦ здійснює через свій сайт, який також не є державним. Тематика сайту — офіційні новини адміністрації Президента України, Ради національної безпеки і оборони України, Уряду, ВРУ, ДСНС, МОУ, СБУ, МВС, НГУ, СЗРУ, ГУР, ДПСУ, прес-центру АТО тощо, публікації аналітиків Центру, а також публікація найбільш важливіших повідомлень інформаційних агенцій України та світу, ЗМІ та громадян України про ситуацію у зоні проведення АТО, розповсюдження термінової оперативної інформації та ексклюзивної інформації РНБО, УКМЦ та ІАЦ.
Центр – WEBSITE: http://mediarnbo.сom
Центр - TELEGRAM: https://t.me/mediarnbo
Центр - FACEBOOK: https://www.facebook.com/mediarnbo
Центр – YOUTUBE: https://www.youtube.com/channel/UCJNNRButA6p0EU-T2GjoHAQ/videos